# Виланова д'Арденги
Виланова д'Арденги (итал. Villanova d'Ardenghi) је насеље у Италији у округу Павија, региону Ломбардија.
Према процени из 2011. у насељу је живело 716 становника. Насеље се налази на надморској висини од 85 м.

## Становништво
| 1931. | 1936. | 1951. | 1961. | 1971. | 1981. | 1991. | 2001. | 2011. |
| ----- | ----- | ----- | ----- | ----- | ----- | ----- | ----- | ----- |
| 842   | 835   | 837   | 788   | 772   | 729   | 683   | 687   | 770   |